# Campestre Flamboyanes
Campestre Flamboyanes es una localidad que pertenece al municipio de Progreso, Yucatán, México.
El nombre (Campestre Flamboyanes) hace referencia que se planeaba originalmente fuese un fraccionamiento de tipo campestre y para distinguirlo de otros se hizo referencia al flamboyán (Delonix regia).

## Localización
Campestre Flamboyanes se encuentra en el kilómetro 24.8 de la carretera Mérida - Progreso, a 8 kilómetros al sur de Progreso, la cabecera municipal y al norte de Mérida, la capital del estado de Yucatán.

## Galería

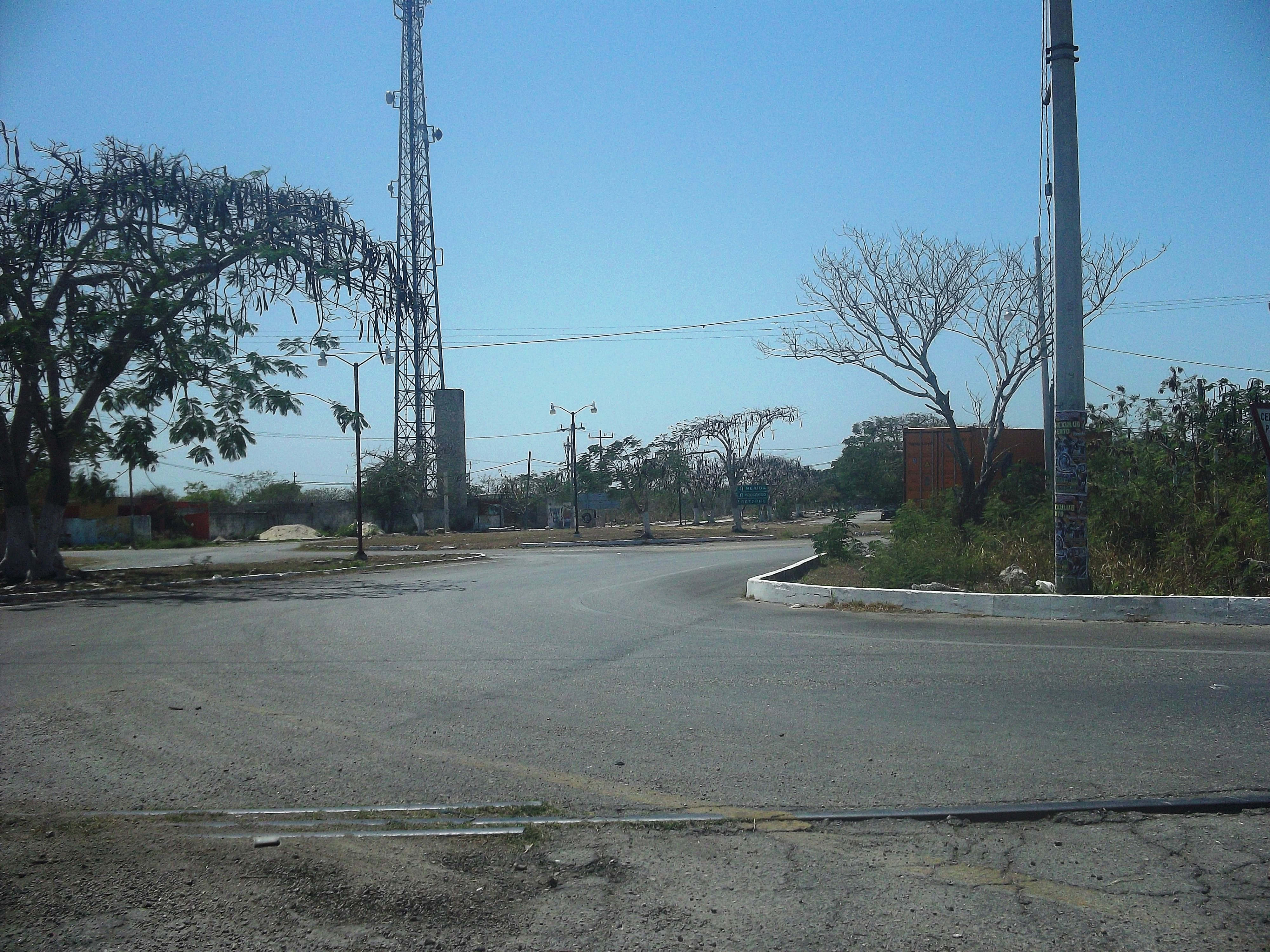
Entrada a Campestre Flamboyanes.
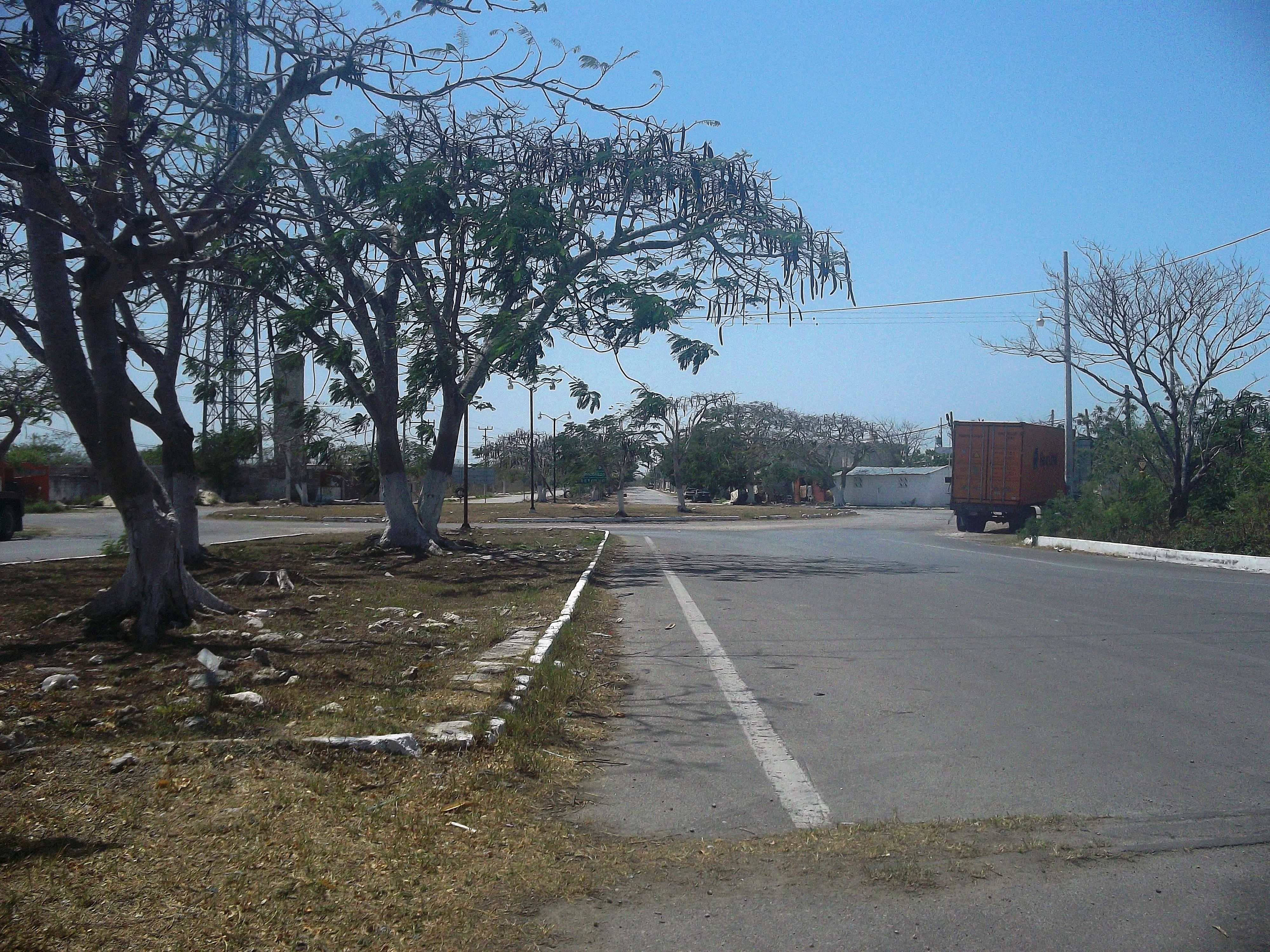
Calle de Campestre Flamboyanes.